# آرچیبالد موری
آرچیبالد موری (انگلیسی: Archibald Murray; ۲۳ آوریل ۱۸۶۰ – ۲۱ ژانویهٔ ۱۹۴۵) فرد نظامی اهل بریتانیا بود. وی همچنین برندهٔ جوایزی همچون نشان حمام و نشان سلطنتی ویکتوریایی شده‌است.